# João Paulo (ur. 1957)
João Paulo, właśc. João Paulo de Lima Filho (ur. 15 czerwca 1957 w Rio de Janeiro) – piłkarz brazylijski, występujący podczas kariery na pozycji napastnika.

## Kariera klubowa
João Paulo karierę piłkarską rozpoczął w klubie São Cristóvão Rio de Janeiro w 1976 roku. W latach 1977–1984 był zawodnikiem Santosu FC. Z Santosem zdobył mistrzostwo stanu São Paulo – Campeonato Paulista w 1978 roku. W Santosie 19 października 1977 w wygranym 4-0 meczu z Paysandu SC João Paulo zadebiutował w lidze brazylijskiej. W 1984 roku krótko był zawodnikiem CR Flamengo, po czym przeszedł do Corinthians Paulista. Z Corinthians zdobył mistrzostwo stanu w 1988 roku. Łącznie w barwach Corinthians rozegrał 259 spotkań, w których strzelił 36 bramek.
W latach 1989–1990 był zawodnikiem innego klubu z São Paulo – SE Palmeiras. W latach 1990–1991 jedyny raz w karierze występował za granicą w japońskim klubie Yamaha Motors. Po powrocie do Brazylii występował w São José EC. W 1992 roku powrócił do Santosu. W Santosie 9 maja 1992 w przegranym 1-2 meczu z Cruzeiro EC João Paulo po raz ostatni wystąpił w lidze. Ogółem w latach 1977–1982 w lidze brazylijskiej wystąpił w 230 meczach, w których strzelił 36 bramek. Karierę João Paulo zakończył w 1993 roku w Náutico Recife.

## Kariera reprezentacyjna
João Paulo w reprezentacji Brazylii zadebiutował 28 kwietnia 1983 w wygranym 3-2 towarzyskim meczu z reprezentacją Chile. Ostatni raz wystąpił w reprezentacji 29 czerwca 1983 w zremisowanym 0-0 towarzyskim meczu z reprezentacją Chile. W tym samym roku był w kadrze na Copa América 1983, na którym Brazylia zajęła drugie miejsce.
| Mecze i gole w reprezentacji | Mecze i gole w reprezentacji | Mecze i gole w reprezentacji | Mecze i gole w reprezentacji | Mecze i gole w reprezentacji | Mecze i gole w reprezentacji | Mecze i gole w reprezentacji |
| #                            | Data                         | Miasto                       | Przeciwnik                   | Gol                          | Wynik                        | Rozgrywki                    |
| ---------------------------- | ---------------------------- | ---------------------------- | ---------------------------- | ---------------------------- | ---------------------------- | ---------------------------- |
| 1.                           | 28.04.1983                   | Rio de Janeiro               | Chile                        |                              | 3:2                          | towarzyski                   |
| 2.                           | 17.06.1983                   | Bazylea                      | Szwajcaria                   |                              | 2:1                          | towarzyski                   |
| 3.                           | 22.06.1983                   | Göteborg                     | Szwecja                      |                              | 3:3                          | towarzyski                   |
| 4.                           | 29.06.1983                   | Santiago                     | Chile                        |                              | 0:0                          | towarzyski                   |